# Pearson's Square
Albums de Buckethead
Mannequin Cemetery
(2013) Rise of the Blue Lotus
(2013)
Pearson's Square est le 61e album de Buckethead et le 31e volume de la série « Buckethead Pikes »,. Il fut offert le 20 octobre 2013 version limitée (300 exemplaires) consistant d'un album à pochette vierge dédicacée et numérotée de 1 à 300 par Buckethead pour être livré le 31 octobre. Une version numérique fut alors disponible le 24 octobre.
Une version standard a été proposée le 29 novembre 2013.

## Liste des titres
| 1.    | Pearson's Square | 5:50  |
| 2.    | Eagle's Nest     | 6:29  |
| 3.    | Eagle's Flight   | 11:42 |
| 4.    | Hearts Delight   | 9:39  |
| 33:40 |                  |       |

## Remarques
- Guitare par Buckethead
- Réalisation, mixage et programmation par Dan Monti
- Réalisation par Albert